# Ciclismo nos Jogos Sul-Americanos de 2022
As competições de ciclismo nos Jogos Sul-Americanos de 2022 em Assunção, Paraguai, foram realizadas entre 2 e 15 de outubro de 2022 no Agua Vista, Pista de BMX Freestyle, Pista BMX Racing - COP, Costanera José Asunción Flores e Velódromo del COP.

## Calendário
O calendário da competição foi o seguinte:
| P | Preliminares | F | Final |

| DataEvento                   | Dom 2 | Seg 3 | Ter 4 | Qua 5 | Qui 6 | Sex 7 | Sáb 8 | Dom 9 | Seg 10 | Ter 11 | Qua 12 | Qui 13 | Sex 14 |
| ---------------------------- | ----- | ----- | ----- | ----- | ----- | ----- | ----- | ----- | ------ | ------ | ------ | ------ | ------ |
| BMX freestyle                |       |       |       |       |       |       |       |       |        |        |        |        |        |
| Individual masculino         |       |       |       |       |       |       | F     |       |        |        |        |        |        |
| Individual feminino          |       |       |       |       |       |       | F     |       |        |        |        |        |        |
| BMX corrida                  |       |       |       |       |       |       |       |       |        |        |        |        |        |
| Individual masculino         |       |       |       |       |       |       |       |       |        |        |        | P      | F      |
| Individual feminino          |       |       |       |       |       |       |       |       |        |        |        | P      | F      |
| Mountain bike                |       |       |       |       |       |       |       |       |        |        |        |        |        |
| Cross-country masculino      | F     |       |       |       |       |       |       |       |        |        |        |        |        |
| Cross-country feminino       | F     |       |       |       |       |       |       |       |        |        |        |        |        |
| Estrada                      |       |       |       |       |       |       |       |       |        |        |        |        |        |
| Contra o relógio masculino   |       | F     |       |       |       |       |       |       |        |        |        |        |        |
| Corrida em estrada masculina |       |       |       | F     |       |       |       |       |        |        |        |        |        |
| Contra o relógio feminino    |       | F     |       |       |       |       |       |       |        |        |        |        |        |
| Corrida em estrada feminino  |       |       |       | F     |       |       |       |       |        |        |        |        |        |

| DataEvento                        | Qua 12 | Qua 12 | Qui 13 | Qui 13 | Sex 14 | Sex 14 | Sáb 15 | Sáb 15 |
| Sessão →                          | M      | T      | M      | T      | M      | T      | M      | M      |
| --------------------------------- | ------ | ------ | ------ | ------ | ------ | ------ | ------ | ------ |
| Velocidade masculino              |        |        | P      | F      |        |        |        |        |
| Keirin masculino                  |        |        |        |        |        |        | P      | F      |
| Madison masculino                 |        |        |        |        |        |        | F      | F      |
| Omnium masculino                  |        |        |        |        | P      | F      |        |        |
| Velocidade por equipes masculino  |        |        |        |        | P      | F      |        |        |
| Perseguição por equipes masculino | P      | F      |        |        |        |        |        |        |
| Velocidade feminino               | P      | F      |        |        |        |        |        |        |
| Keirin feminino                   |        |        |        |        | P      | F      |        |        |
| Madison feminino                  |        |        |        |        |        |        | F      | F      |
| Omnium feminino                   |        |        | P      | F      |        |        |        |        |
| Velocidade por equipes feminino   |        |        | P      | F      |        |        |        |        |
| Perseguição por equipes feminino  | P      | F      |        |        |        |        |        |        |

## Resumo de medalhas

### Quadro de medalhas
*   país anfitrião (PAR Paraguai)
| Pos.               | País               | Ouro | Prata | Bronze | Total |
| ------------------ | ------------------ | ---- | ----- | ------ | ----- |
| 1                  | COL Colômbia       | 10   | 10    | 3      | 23    |
| 2                  | ARG Argentina      | 3    | 4     | 3      | 10    |
| 3                  | VEN Venezuela      | 2    | 2     | 5      | 9     |
| 4                  | BRA Brasil         | 2    | 1     | 2      | 5     |
| 5                  | CHI Chile          | 1    | 1     | 5      | 7     |
| 6                  | PAR Paraguai       | 1    | 0     | 0      | 1     |
| 7                  | URU Uruguai        | 0    | 1     | 0      | 1     |
| 8                  | ECU Equador        | 0    | 0     | 1      | 1     |
| Total (8 entradas) | Total (8 entradas) | 19   | 19    | 19     | 57    |

### Medalhistas

#### BMX freestyle
| Evento               | Ouro                             | Ouro  | Prata                             | Prata | Bronze                       | Bronze |
| -------------------- | -------------------------------- | ----- | --------------------------------- | ----- | ---------------------------- | ------ |
| Individual masculino | José Torres ARG Argentina        | 89.00 | Daniel Dhers VEN Venezuela        | 87.33 | Gustavo Oliveira BRA Brasil  | 84.00  |
| Individual feminino  | Macarena Perez Grasset CHI Chile | 75.33 | Queen Saray Villegas COL Colômbia | 72.66 | Katherine Díaz VEN Venezuela | 71.00  |

#### BMX corrida
| Evento               | Ouro                         | Prata                       | Bronze                         |
| -------------------- | ---------------------------- | --------------------------- | ------------------------------ |
| Individual masculino | Nicolás Torres ARG Argentina | Diego Arboleda COL Colômbia | Wilson Goyes ECU Equador       |
| Individual feminino  | Mariana Pajón COL Colômbia   | Gabriela Bolle COL Colômbia | Agustina Cavalli ARG Argentina |

#### Mountain bike
| Evento                  | Ouro                       | Ouro    | Prata                           | Prata   | Bronze                           | Bronze  |
| ----------------------- | -------------------------- | ------- | ------------------------------- | ------- | -------------------------------- | ------- |
| Cross-country masculino | Gustavo Pereira BRA Brasil | 1:29:56 | José Gabriel Almeida BRA Brasil | 1:30:29 | Fabio Castañeda COL Colômbia     | 1:30:52 |
| Cross-country feminino  | Raiza Goulão BRA Brasil    | 1:28:25 | Agustina Apaza ARG Argentina    | 1:29:20 | Hercília Najara Souza BRA Brasil | 1:29:50 |

#### Ciclismo de estrada
| Evento                       | Ouro                              | Ouro       | Prata                          | Prata      | Bronze                                | Bronze     |
| ---------------------------- | --------------------------------- | ---------- | ------------------------------ | ---------- | ------------------------------------- | ---------- |
| Contra o relógio masculino   | Walter Vargas COL Colômbia        | 47:01.40   | Rodrigo Contreras COL Colômbia | 47:50.03   | José Luis Rodríguez Aguilar CHI Chile | 47:54.29   |
| Corrida em estrada masculina | Orluis Aular VEN Venezuela        | 3:42:39.00 | Roderyck Asconeguy URU Uruguai | 3:42:39.00 | Leangel Linarez VEN Venezuela         | 3:42:39.00 |
| Contra o relógio feminino    | Agua Marina Espínola PAR Paraguai | 35:27.18   | Lina Hernández COL Colômbia    | 36:24.33   | Lilibeth Chacón VEN Venezuela         | 36:33.99   |
| Corrida em estrada feminina  | Jennifer Cesar VEN Venezuela      | 2:04:42.00 | Lina Hernández COL Colômbia    | 2:04:42.00 | Aranza Villalón CHI Chile             | 2:04:42.00 |

#### Ciclismo de pista

##### Masculino
| Evento                  | Ouro                                                              | Prata                                                                 | Bronze                                                                                     |
| ----------------------- | ----------------------------------------------------------------- | --------------------------------------------------------------------- | ------------------------------------------------------------------------------------------ |
| Velocidade individual   | Rubén Murillo COL Colômbia                                        | Fabián Puerta COL Colômbia                                            | Juan David Ochoa COL Colômbia                                                              |
| Keirin                  |                                                                   |                                                                       |                                                                                            |
| Madison                 |                                                                   |                                                                       |                                                                                            |
| Omnium                  | Tomás Contte ARG Argentina                                        | Nelson Soto COL Colômbia                                              | Jacob Decar CHI Chile                                                                      |
| Velocidade por equipes  | Colômbia (COL) Carlos Echeverri Juan David Ochoa Rubén Murillo    | Argentina (ARG) Leandro Bottasso Lucas Vilar Yoel Vargas              | Venezuela (VEN) Hersony Canelón Luis Yanez Yorber Teran                                    |
| Perseguição por equipes | Colômbia (COL) Alex Zapata Juan Barboza Julián Osorio Nelson Soto | Argentina (ARG) Nicolás Tivani Marcos Méndez Rubén Ramos Tomás Contte | Chile (CHI) Cristián Arriagada Felipe Pizarro Jacob Decar Matías Arriagada Pablo Seisdedos |

##### Feminino
| Evento                  | Ouro                                                                                     | Prata                                                                                        | Bronze                                                                   |
| ----------------------- | ---------------------------------------------------------------------------------------- | -------------------------------------------------------------------------------------------- | ------------------------------------------------------------------------ |
| Velocidade individual   | Juliana Gaviria COL Colômbia                                                             | Natalia Vera ARG Argentina                                                                   | Valeria Cardozo COL Colômbia                                             |
| Keirin                  | Valeria Cardozo COL Colômbia                                                             | Juliana Gaviria COL Colômbia                                                                 | Valentina Luna ARG Argentina                                             |
| Madison                 |                                                                                          |                                                                                              |                                                                          |
| Omnium                  | Lina Hernández COL Colômbia                                                              | Lina Rojas COL Colômbia                                                                      | Lilibeth Chacón VEN Venezuela                                            |
| Velocidade por equipes  | Colômbia (COL) Juliana Gaviria Valeria Cardozo Yarli Mosquera                            | Chile (CHI) Daniela Colilef Paula Molina Renata Urrutia                                      | Argentina (ARG) Milagros Sanabria Natalia Vera Valentina Luna            |
| Perseguição por equipes | Colômbia (COL) Andrea Alzate Elizabeth Castaño Lina Rojas Lina Hernández Mariana Herrera | Venezuela (VEN) Angie González Jennifer Cesar Lilibeth Chacón Verónica Abreu Wilmarys Moreno | Chile (CHI) Camila García Daniela Guajardo Paula Villalón Scarlet Cortés |

## Participação
Quatorze nações participarão das provas de ciclismo dos Jogos Sul-Americanos de 2022.
- ARG Argentina
- ARU Aruba
- BOL Bolívia
- BRA Brasil
- CHI Chile
- COL Colômbia
- CUR Curaçau
- ECU Equador
- PAN Panamá
- PAR Paraguai
- PER Peru
- SUR Suriname
- URU Uruguai
- VEN Venezuela